# Макналти, Томас
То́мас Макна́лти (англ. Thomas McNulty; 30 декабря 1929 — апрель 1979) — английский футболист, выступавший на позиции крайнего защитника.

## Футбольная карьера
Макналти начал карьеру в «Манчестер Юнайтед», став игроком молодёжной команды в мае 1945 года. В июне 1947 года подписал с клубом профессиональный контракт. Дебютировал в основном составе 15 апреля 1950 года в матче против «Портсмута». В сезоне 1951/52 помог команде завоевать титул чемпионов Англии.
В феврале 1954 года перешёл в «Ливерпуль» за 7000 фунтов. Дебютировал за мерсисайдский клуб 24 февраля 1954 года в игре против «Шеффилд Уэнсдей». Выступал за «Ливерпуль» до 1958 года, сыграв за это время 36 матчей.